# Kurt Schrader
Pour les articles homonymes, voir Schrader.
Kurt Schrader, né le 19 octobre 1951 à Bridgeport (Connecticut), est un homme politique américain, représentant démocrate de l'Oregon à la Chambre des représentants des États-Unis de 2009 à 2023.

## Biographie
Vétérinaire de profession, Kurt Schrader siège à la Chambre des représentants de l'Oregon de 1997 à 2003, puis au Sénat de l'Oregon à partir de 2003.
En 2008, il est candidat à la Chambre des représentants des États-Unis dans le 5e district de l'Oregon. Darlene Hooley (en), la représentante sortante, n'est pas candidate à sa réélection. Le district, où les démocrates ne dépassent que de peu les républicains sur les listes électorales, est considéré comme le plus compétitif de l'État,,. Schrader remporte la primaire démocrate et affronte l'entrepreneur républicain Mike Erickson. L'élection est considérée comme l'une des rares possibilités de gain du côté républicain. Au cours de la campagne, un scandale touche Erickson : le républicain pro-vie est accusé d'avoir payé l'avortement d'une ex-petite-amie. Il perd alors plusieurs soutiens et Schrader devient le favori de la course,. Le démocrate est élu avec 54,3 % des voix contre 38,3 % en faveur d'Erickson.
Lors des élections de 2010, après des primaires sans opposition, il affronte Scott Bruun, élu républicain à la Chambre des représentants de l'Oregon. L'élection est vue comme serrée,. En octobre, les derniers sondages de la campagne sont totalement contradictoires, l'un donnant Schrader gagnant de douze points, l'autre voyant Bruun élu avec dix points d'avance. Il est finalement réélu avec 51,2 % des voix contre 46 % pour Bruun.
Seul candidat lors de la primaire démocrate, il est réélu novembre 2012 avec 54 % des voix face au républicain Fred Thompson. En 2014, il remporte la primaire démocrate avec plus de 80 % des suffrages puis l'élection générale avec 53,8 % des voix contre Tootie Smith.
Schrader est candidat à sa réélection en 2016. Lors de la primaire démocrate, il est concurrencé sur sa gauche par l'ancien représentant d'État Dave McTeague, soutien de Bernie Sanders,. Schrader remporte la primaire avec plus de 70 % des suffrages. Il affronte en novembre le républicain Colm Willis. Donné favori en cette année d'élection présidentielle, il devance Willis de dix points avec 53,5 % des voix. En 2018, il décroche facilement l'investiture démocrate — avec 85 % des voix durant la primaire — puis bat le républicain Mark Callahan avec 55 % des voix (contre 42 %).

## Positions politiques
Schrader est considéré comme un démocrate modéré ou centriste. Il est membre de la Blue Dog Coalition.